# Invenciones y sinfonías, BWV 772-801
Las Invenciones y Sinfonías, BWV 772-801, también conocidas como las Invenciones a dos y tres voces, son una colección de treinta breves composiciones para teclado de Johann Sebastian Bach. Comprenden quince invenciones (BWV 772-786, con estructura contrapuntística a dos voces) y quince sinfonías (BWV 787-801, con estructura contrapuntística a tres voces). Bach compuso originalmente estas pequeñas piezas como ejercicios para enriquecer la educación musical de sus alumnos. En ellas, explota todos los procedimientos técnicos que conoce, como la fuga y el canon. Asimismo, utiliza formas de escritura que recurren al cromatismo, los pedales armónicos, los principios del bajo continuo y las diversas formas de ornamentar un tema. 
Sobre uno de los manuscritos autógrafos de las Invenciones, Bach describió el propósito de la obra: Honesta guía que enseñará a los que aman el clavecín, y especialmente a aquellos que desean instruirse en él, un método sencillo para llegar a tocar limpiamente a dos voces y, después de haber progresado, ejecutar correctamente las tres partes obligadas. A su vez, aprenderán no sólo a crear nuevas ideas sino también cómo desarrollarlas; y sobre todo, a conseguir un estilo cantabile mientras obtienen una buena muestra de composición".
Las quince invenciones y sinfonías están clasificadas siguiendo el orden cromático de la escala (de do mayor a si menor). Por razones de orden pedagógico, Bach evita las tonalidades difíciles y se atiene a las más utilizadas en su época:
1. Do mayor
2. Do menor
3. Re mayor
4. Re menor
5. Mi bemol mayor
6. Mi mayor
7. Mi menor
8. Fa mayor
9. Fa menor
10. Sol mayor
11. Sol menor
12. La mayor
13. La menor
14. Si bemol mayor
15. Si menor

Mientras que las invenciones se compusieron en Cöthen, Bach no terminó las sinfonías, probablemente, hasta el comienzo de su periodo en Leipzig. En 1717, Bach fue contratado como maestro de capilla por el príncipe Leopoldo de Anhalt-Cöthen. Allí pasó seis años que cuentan entre los mejores de su carrera, donde compuso principalmente música profana. El 1 de junio de 1723, se instala oficialmente en su nuevo puesto de Kantor de la iglesia de Santo Tomás de Leipzig, puesto que ocupará hasta su muerte. 